# ПМА-2 (мина)

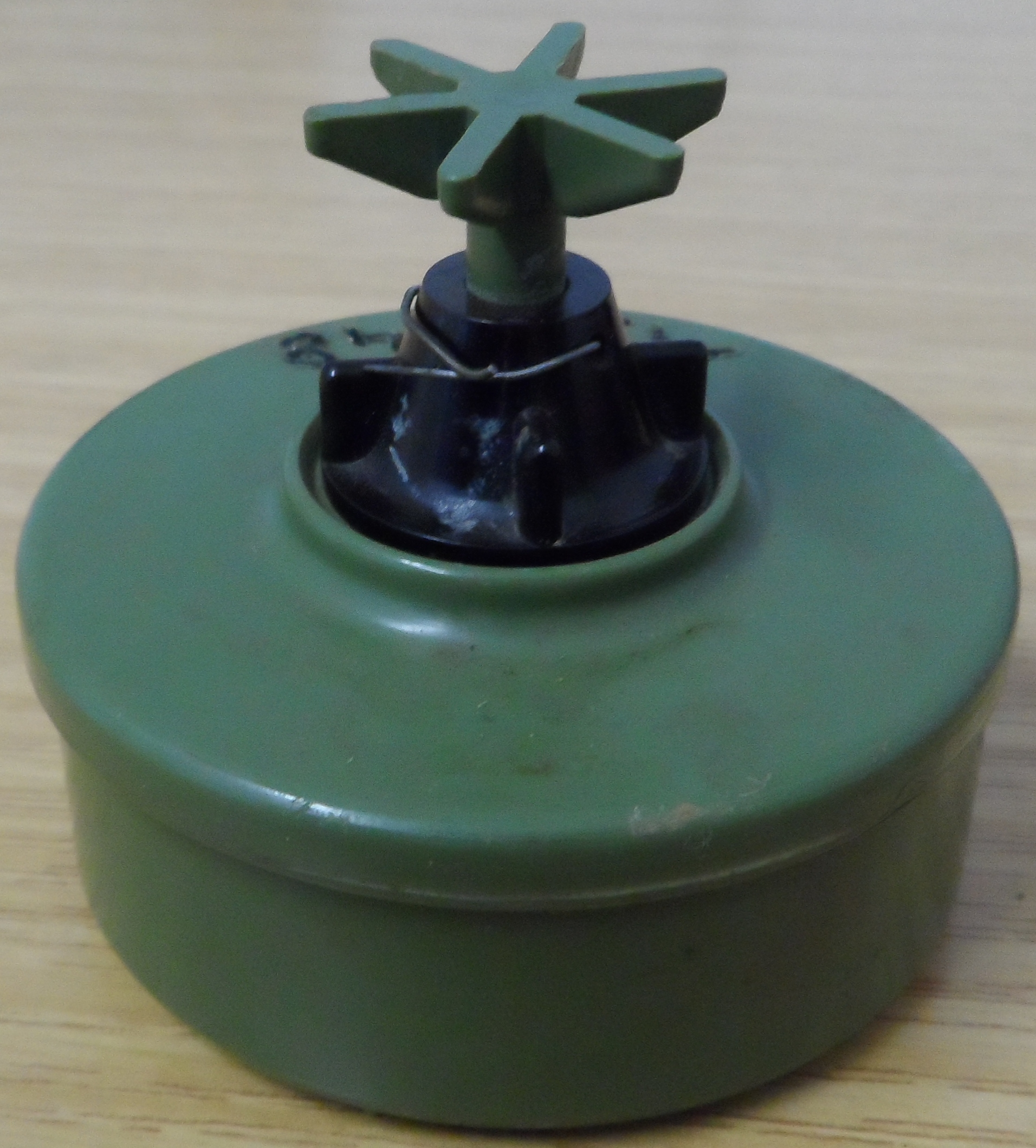
Мина ПМА-2

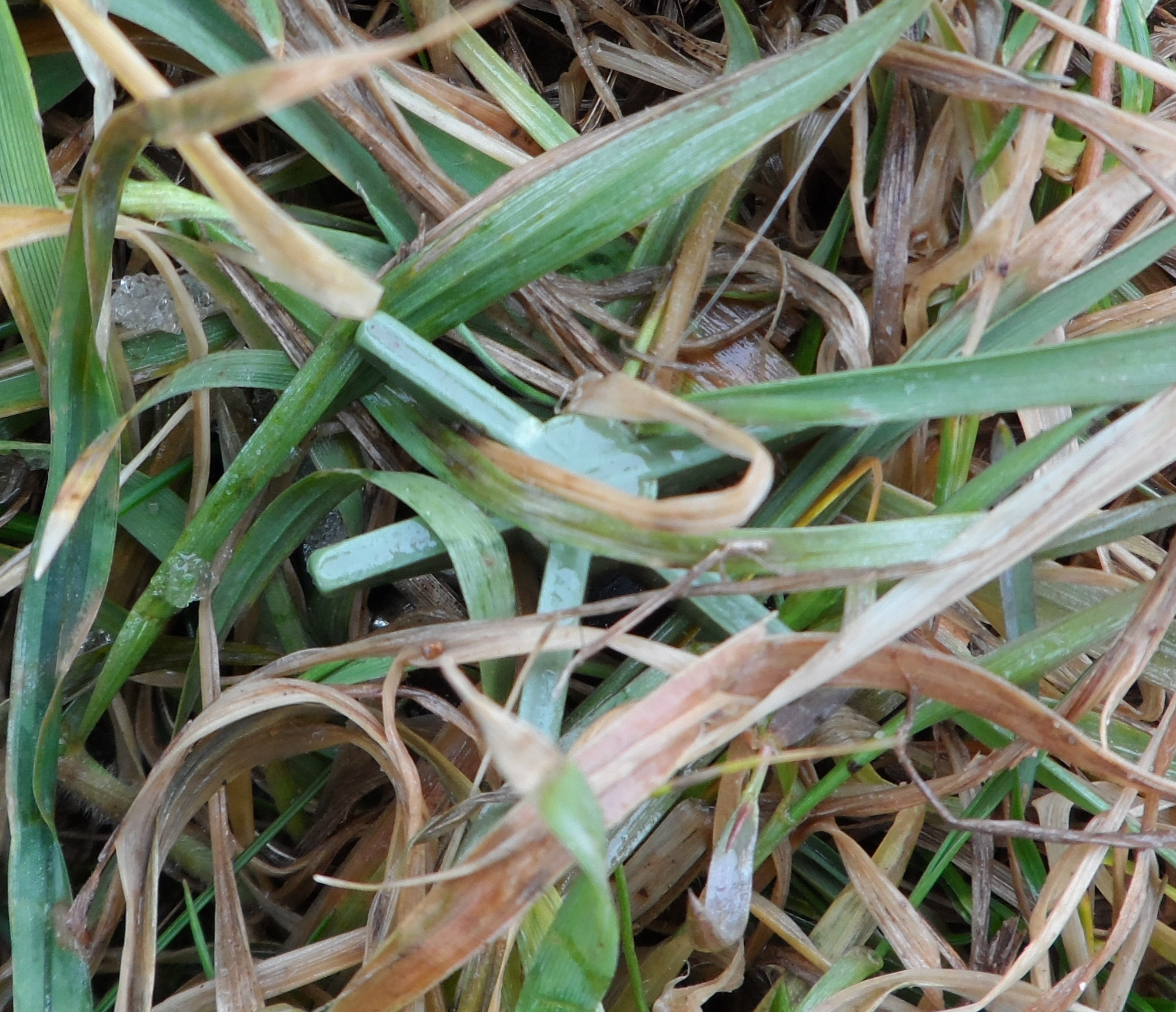
Мина ПМА-2, заложенная в землю

ПМА-2 — югославская противопехотная фугасная мина. Иногда её называют «Паштета» из-за внешнего сходства с консервной банкой для мясного паштета. Мина изготовлена из тёмно-зелёного пластика и имеет характерный плунжер, от которого расходятся шесть лепестков.

## Обзор
Мина приводится в действие путём удаления штифта, блокирующего движение плунжера вниз. После удаления взводящего штифта достаточное давление на плунжер (со стороны ноги пострадавшего) заставляет его опуститься вниз в корпус основного взрывателя, что воспламеняет чувствительный к трению взрывпакет. Взрывпакет попадает в детонатор, который срабатывает, приводя в действие небольшой бустер гексогена, который, в свою очередь, взрывает основной заряд тротилового взрывчатого вещества.
Обычно мины ПМА-2 закапывают так, чтобы над землёй был виден только звездообразный плунжер. Однако, хоть эта мина не полностью скрыта (в отличие от многих других), её очень трудно обнаружить, особенно в густом подлеске или опавшей листве.
Данную мину можно установить и другими способами, чтобы затруднить визуальное обнаружение и/или процесс разминирования. Например, иногда мины ПМА-2 устанавливаются полностью в перевёрнутом виде, и из земли выступает лишь сантиметр основания. Альтернативно, они могут быть закопаны по диагонали к поверхности земли таким образом, чтобы звездообразный плунжер (теперь полностью скрытый под землей) был обращён к датчику разминирования саперов. Минное поле, содержащее мины ПМА-2, может быть установлено некоторыми или всеми тремя описанными способами.
Эта мина довольно устойчива к традиционным средствам разминирования, которые используют внезапное избыточное давление взрыва для детонации мины. Кроме того, ПМА-2 имеет минимальное содержание металла. В взрывателе находится лишь незначительное количество алюминия.
Хотя взрыв мины ПМА-2 вряд ли будет смертельным, она обычно разрывает ногу жертвы, тем самым приводя к той или иной форме стойкой инвалидности в отношении походки.
Образцы мины ПМА-2 были найдены в Албании, Анголе, Боснии, Камбодже, Хорватии, Сербии, Зимбабве и Намибии.

### Технические характеристики
- Вес: 135 г[1]
- Вес взрывчатого вещества: 95 грамм в тротиловом эквиваленте.
- Взрыватель: UPMAH-2
- Диаметр: 68 мм
- Рост: 61 мм
- Чувствительность: 7 кг (приблизительно)